# 불꽃의 임신 동급생
불꽃의 임신 동급생(일본어: 炎の孕ませ同級生 호노오노하라마세도큐세[*])은 테크 아트·SQUEEZ가 2007년 9월 21일에 발매한 성인 게임 소프트이다.。

## 개요

### 줄거리
극히 보통의 학교 생활을 보낸 주인공인 카가미 카즈야(加我見和也)는 여학생들의 신체 측정을 들여다보고 유방에 성적 흥분을 느낀다.그때 문득 사촌형(전작 "불길의 임신 전학생"의 주인공)이 반 친구들을 임신시킨 것을 떠올리며 자신도 같은 전설을 만들어 준다는 생각이었다.

### 게임 시스템
기본적으로는 전작과 다름 없이 각 히로인의 행사를 일으키고 공략하여 전원의 공략 완료로 게임 클리어가 된다.또 본작에는 어느 특정 조건의 충족에서 발생하는 "칭호"이라는 시스템이 있지만 일부 진행을 참고는 되지만 컴플리트 하더라도 아무것도 일어나지 않는 요소이다.

### 비고
SQUEEZ 공식 사이트에서 열린 인기 투표에서 상위권에 든 캐릭터가 이 브랜드의 후의 작품에 등장했으며 1번째 1위를 차지한 토오야 아스카가 팬 디스크 "불꽃의 임신 나의 신부 가슴무쌍+", 2번째의 인기 투표에서 상위 3위에 들어간 에비하라 마이 도야마 아스카, 이즈 묘 메이 이치는 "불꽃의 임신 가슴 뉴 동급생"에 "불꽃의 임신 가슴신체검사"에서 원화를 담당하는 타유이비의 원화로 재등장하고 있다. 2008년부터 2009년까지 DVD전체 2권으로 성인용 애니메이션화됐다.

## 시리즈 작품
- 불꽃의 임신 전학생(일본어판)
- 불꽃의 임신인생~그때로 돌아가 임신시키는 나이트~(일본어판)
- 불꽃의 임신 가슴신체검사(일본어판)
- 불꽃의 임신 나의 신부 가슴무쌍+(일본어판)